# Halmaherarall
Halmaherarall (Habroptila wallacii) är en flygoförmögen fågel i familjen rallar inom ordningen tran- och rallfåglar endemisk för ön Halmahera i Maluku Utara i Indonesien.

## Utseende och levnadssätt
Fågeln är en stor, 40 centimeter lång rall som inte kan flyga. Dess fjäderdräkt är främst skiffergrå. Den nakna huden runt ögonen, den långa, tjocka näbben, och benen är ljust röda. Lätet är ett lågt trummande ljud som åtföljs av slag med vingarna. 
Halmaherarallen lever i ogenomträngliga sago-kärr som förekommer i anslutning till skogar. Svårigheten att sikta denna skygga fågel i dess täta habitat har gjort att informationen om dess beteende är mycket begränsad. De registrerade födoämnena inkluderar insekter och skott av sagopalmen. 
Den sväljer också små stenar som bidrar till att bryta ned maten. Den tycks vara monogam, men för övrigt är mycket lite känt om dess uppvaktningsbeteende. Det enda kända boet var en skål uppe på toppen av en ruttnande stubbe. Det var fodrat med träflisor och torra löv. De två små ungarna var helt täckta av svart dun, vilket är typiskt för nykläckta rallungar.

## Utbredning och systematik
Fågeln förekommer endast på Halmahera i norra Moluckerna. Den behandlas som monotypisk, det vill säga att den inte delas in i några underarter.

### Släktestillhörighet
Arten placeras traditionellt i det egna släktet Habroptila. Genetiska studier visar dock att den är inbäddad i släktet Gallirallus så som det normalt sett är indelat.

Karta över Halmaheras läge.

## Status och hot
Den uppskattade världspopulationen på 3 500–15 000 fåglar och det mycket begränsade utbredningsområdet gör att halmaherarall är klassad som sårbar av Internationella naturvårdsunionen. Förlust av livsmiljöer har uppstått genom skördande av sagopalmen och omvandling av våtmarker till risodlingar. Denna rall används också som föda av de lokala människorna. Det bo som har beskrivits befann sig i ett område som besöks av lokala bybor, så rallen kan vara mer anpassningsbar till miljöförändringar än vad man tidigare har trott.

## Namn
Fågelns vetenskapliga artnamn hedrar Alfred Russel Wallace (1823-1913), brittisk zoolog och zoogeografins fader.